# اتحاد ایمیل تاریک
اتحاد ایمیل تاریک سازمانی اختصاصی برای ایجاد و طراحی پروتکل ایمیل برای رمزگذاری سرتاسر است.
در اکتبر سال ۲۰۱۳ سایلنت سیرکل و لاوابیت آغاز پروژه‌ای برای ساخت یک ایمیل امن‌تر و جذب سرمایه برای آن اعلام کردند. تیم اتحاد ایمیل تاریک از همکاری فیل زیمرمن، جان کالاس، مایک جانک، و لادار لویسون تشکیل می‌شود.

## محیط ایمیل اینترنت تاریک
هدف محیط ایمیل اینترنت تاریک (به انگلیسی: Dark Internet Mail Environment) ایجاد یک سکوی ارتباطی امن برای پیام‌های ناهمگام و غیر همزمان در اینترنت است. این محیط توسط لادار لویسون و استفان اچ. وات در گردهمایی دف‌کان در ۸ آگوست سال ۲۰۱۴ معرفی شد.

### ویژگی‌ها
بازنگری‌های بسیاری برای ویژگی‌های محیط ایمیل اینترنت تاریک انجام شده‌است. آخرین بازنگری، با نام "پیش‌نویس نخستین" ارائه شده‌است.
- نخستین بازنگری عمومی، دسامبر ۲۰۱۴[۶]
- پیش‌نویس نخستین، مارس ۲۰۱۶[۴]

### پروتکل‌ها
- پروتکل انتقال ایمیل تاریک[۴]
- پروتکل دسترسی ایمیل تاریک[۴]

### نوع داده‌ها
- نوع داده سیگنت
- نوع داده پیامی (توسعه چندمنظوره پست الکترونیک اینترنت/فشرده‌سازی مستقیم پست الکترونیک اینترنت)

### پیاده‌سازی

#### سمت سرور
"ماگما" سرور مرجع مورد استفاده برای توسعه چندمنظوره پست الکترونیک اینترنت است. این سرور از رمزگذاری سرور، قرارداد ساده نامه‌رسانی، پاپ (پروتکل)، قرارداد پیام‌گزینی، و پروتکل انتقال ابرمتن پشتیبانی می‌کند.

#### سمت کاربر
"ولکانو"، تاندربردی با پشتیبانی فشرده‌سازی مستقیم پست الکترونیک اینترنت است.